# Zanzopsis levis
Zanzopsis levis är en stekelart som först beskrevs av Szepligeti 1914.  Zanzopsis levis ingår i släktet Zanzopsis och familjen bracksteklar. Inga underarter finns listade i Catalogue of Life.